# فرودگاه سسکتون/کرمن
فرودگاه سسکتون/کرمن (به انگلیسی: Saskatoon/Corman Air Park) یک فرودگاه همگانی است که یک باند فرود چمن دارد و طول باند آن ۷۹۲ متر است. این فرودگاه در کشور  کانادا قرار دارد و در ارتفاع ۵۱۵ متری از سطح دریا واقع شده است.